# Slok Air International
Slok Air International – pasażerska linia lotnicza Gambii, z siedzibą w Lagos. Głównym węzłem jest port lotniczy Bandżul.